# Семенки (Немировский район)
Семенки (укр. Семенки) — село на Украине, находится в Немировском районе Винницкой области.
Код КОАТУУ — 0523087001. Население по переписи 2001 года составляет 338 человек. Почтовый индекс — 22881. Телефонный код — 4331.
Занимает площадь 1,376 км².

## Адрес местного совета
22881, Винницкая область, Немировский р-н, с. Семенки